# Cosima Lehninger
Cosima Lehninger (* 27. März 1990) ist eine österreichische Schauspielerin.

## Leben
Lehninger absolvierte ihr Schauspielstudium an der 1st filmacademy Wien und schloss es 2011/12 erfolgreich ab.
Vor der Kamera wirkte sie erstmals in dem 2012 produzierten Kurzfilm Spitzendeckchen mit. Danach absolvierte sie unter anderem Gastauftritte in den Fernsehserien Schnell ermittelt, Heldt, Die Bergretter und Kripo Holstein – Mord und Meer.

## Filmografie
- 2012: Spitzendeckchen (Kurzfilm)
- 2013: Schnell ermittelt: Erinnern
- 2014: Heldt: Glücklicher Tod
- 2014: Sprung ins Leben (Fernsehfilm)
- 2014: Die Bergretter: Abgerauscht
- 2015: Kripo Holstein – Mord und Meer: Ihr schwerster Fall
- 2015: Der Metzger muss nachsitzen
- 2015: Hubert und Staller: Fit in den Tod
- 2015: In aller Freundschaft: Wendemanöver
- 2015: Der Staatsanwalt: Sugardaddy
- 2016: Der Bergdoktor: Familienfieber
- 2017: SOKO Kitzbühel: Trauerreden
- 2018: In aller Freundschaft – Die jungen Ärzte: Bruchstellen
- 2018: Morden im Norden: Der letzte Kuss
- 2019: Letzte Spur Berlin: Sommersonnenwende
- 2019: In aller Freundschaft – Die jungen Ärzte: Ganz in Weiß (Fernsehfilm)
- 2021: Die Ibiza Affäre (Mini-Serie)
- 2023: SOKO Linz – Ist Luisa da? (Fernsehserie)
- 2025: Die Toten von Salzburg – Mord in bester Lage (Fernsehreihe)